# 鍵田忠兵衛
键田忠兵卫（1957年8月6日—2011年12月16日）是日本奈良县奈良市出生的政治家、武術家。曾任眾議院議員。

## 生平
他曾经担任过自由民主党所属的国会众议院议员以及第21任奈良市市长。另外，他于1991年被指定为宝藏院流枪术第20代的掌门人。
键田于2011年12月16日在韩国济州岛意外逝世，终年54岁。